# Янъян
Янъя́н (кор. 양양군?, 襄陽郡?, Yangyang-gun) — уезд в провинции Канвондо, Южная Корея.

## История
В начале 1 тысячелетия на территории современного Янъяна входила в племенной союз Тонъе. Позже, в эпоху Трёх государств эта земля отошла государству Когурё и здесь был образован район Икхён (Икхёнхён). После объединения Корейского полуострова под началом государства Силла здесь возник уезд Сусон (Сусонгун). Сусон просуществовал долгое время, пережив династии Корё и Чосон. В 1919 году уезды было присвоено современное название — Янъян. После разделения Кореи и до Корейской войны входил в состав КНДР, затем перешёл в состав Южной Кореи.

## География
Уезд расположен в восточной части провинции Канвондо. Протяжённость уезда с запада на восток — около 31 км. Около 74 % территории уезда находится на высоте более 100 м над уровнем моря. В низинной части уезда лежат в основном более урбанизированные районы. На юге уезд граничит с Хончхоном и Канныном, на севере — с Сокчхо, на западе — с Индже и на востоке омывается Японским морем. Местность малопригодна для ведения сельского хозяйства, поэтому около 85 % территории уезда занимают леса, под нужды сельского хозяйства выделено 9 % территории. Протяжённость береговой линии более 40 километров. Западная часть уезда в основном высокогорная, ландшафт образован горами Тхэбэксан и Сораксан. Водные ресурсы уезда представлены небольшими реками Намдэчхон, Хучхон и Осэкчхон (последние две являются притоками Намдэчхона).
Климат уезда имеет более океанические черты, чем климат остальной части Корейского полуострова, зима здесь более мягкая, а лето более прохладное. Среднегодовая температура — 12˚C. Среднегодовое количество осадков — 1300 мм. Нередки тайфуны.

## Административное деление
Чхорвон административно делится на 1 ып и 5 мён:
| Название  | Хангыль | Площадь, км² | Население, чел | Внутреннее деление |
| --------- | ------- | ------------ | -------------- | ------------------ |
| Янъянып   | 양양읍  | 32,34        | 11 830         | 19 ри              |
| Канхёнмён | 강현면  | 52,74        | 4 535          | 22 ри              |
| Сомён     | 서면    | 267,64       | 3 423          | 20 ри              |
| Сонянмён  | 손양면  | 47,28        | 2 566          | 24 ри              |
| Хёнбукмён | 현북면  | 164,44       | 2 939          | 14 ри              |
| Хённаммён | 현남면  | 64,3         | 3 624          | 21 ри              |

## Экономика
В уезде добывается 58 % всей железной руды страны. На территории уезда расположен Янъянский аэропорт, обслуживающий внутренние рейсы, а также рейсы во Владивосток и Ханой.

## Туризм и достопримечательности
Исторические:
- Буддийские храм Сонхванса — наследие государства Силла.
- Храм Наксанса — постройки VII века.[5]

Природные:
- Горы Сораксан — известное место для занятия горным туризмом. Особенно популярны в осеннее время. Пик Тэчхонбон является третьей по высоте горой в Южной Корее.
- Осэкнён — туристический маршрут в горах Сораксан. Здесь расположены минеральные источники Осэк, несколько древних буддийских монастырей, живописные водопады и долины.[6]
- Пляжи на Японском море — Янъян имеет протяжённую береговую линию, большая часть которой занята под песчаные пляжи, самые известные из которых — пляжи Осан, Наксан, Хаджодэ, Чигён.

Фестивали:
- Праздник встречи Солнца — проходит каждый год 1 января. Участники фестиваля одними из первых в стране встречают первый восход в году.
- Фестиваль лосося — проходит ежегодно в конце сентября — начале октября. В это время у лосося начинается нерест и он идёт вверх по небольшим речкам Янъяна. В программе фестиваля ярмарка, соревнования по лову лосося голыми руками.

Музеи и выставки:
- Археологический музей Янъяна — здесь выставлены экспонаты, найденные на нескольких археологических стоянках, имеющихся в черте уезда.[7]
- Музей Ильхён — представлены в основном произведения искусства местных скульпторов и художников.[8]

## Города-побратимы
Янъян имеет несколько городов-побратимов:
- Ланя (провинция Аньхой), Китай — с 1998
- Роккасё (префектура Аомори), Япония — с 1998
- Дайсен (префектура Тоттори), Япония — с 2001

## Символы
Как и все уезды и города Южной Кореи, Янъян имеет ряд символов:
- Цветок: роза эглантерия — является олицетворением мудрости.
- Дерево: сосна — символизирует долголетие и силу духа жителей.
- Птица: белая цапля — олицетворяет доброту и невинность.
- Маскот: весёлое солнышко. Выбрано в качестве символа ввиду того, что жители Янъяна одними из первых в стране встречают восход солнца.